# لكشديب
لَكْشَدِيبُ (بالهندستانية: لکشدیپ؛ بالمحلية: ލަކްޝަދީބު، بالمليالمية: ലക്ഷദ്വീപ്، أي «مئة ألف جزيرة») هي إقليم اتحادي هندي وأصغرهم هي أرخبيل من 36 جزيرة مقسمة إلى ثلاث مجموعات فرعية من الجزر: جزر أمينديفي الشمالية المفصولة عن جزر لكديف تقريبا بخط العرض 11 شمالا والأخيرة هي جزيرة ماليكو المرجانية الجنوبية المفصولة بقناة التسع درجات على طول خط العرض 9 شمالا عن جزر لكديف. تقع الجزر بين بحر العرب الذي يحدها من الغرب وبحر لكديف الذي يحدها من الشرق، تبعد الجزر على بعد حوالي 220–440 كـم (140–270 ميل) قبالة ساحل مليبار في البر الرئيسي للهند.
اسم لكشديب يعني «جزر لكح واحدة» في المليالمية، على الرغم من أن جزر لاكاديف ليست سوى جزء واحد من أرخبيل لا يزيد عن مائة جزيرة. المليالمية هي اللغة الأم الرسمية وكذلك اللغة الأم المستخدمة على نطاق واسع في الإقليم. تشكل المنطقة منطقة هندية واحدة مع 10 أقسام فرعية. تعتبر كافاراتي كعاصمة لإقليم الاتحاد وتخضع المنطقة للاختصاص القضائي لمحكمة ولاية كَيْرَلَة العليا. تقع الجزر في أقصى شمال مجموعة جزر لكشديب جزر المالديف شاغوس وهي قمم سلسلة جبال شاسعة تحت البحر، سلسلة جبال شاغوس-لكشديب. كانت لكشديب تتكون في الأصل من 36 جزيرة؛ لكن نظرًا لأن جزيرة بارالي 1 غرقت بسبب تآكل السواحل لا تزال هناك 35 جزيرة.
تُظهر الأدلة الأثرية في كالبيني إلى وجود مستوطنات بشرية في الجزر تعود إلى عام 1500 قبل الميلاد، ذُكر الجزر في حكايات جاتاكا البوذية من القرن الثالث قبل الميلاد. ويذكر العمل الأدبي التاميلي سانجام باتيباتو أن سلالة تشيرا الحاكمة إحدى الممالك الثلاث في تاميلاكام القديمة حكمت الجزر. استولت سلالة بالافا على المنطقة في القرن السابع الميلادي، ويُعتقد أن الإسلام وصل إلى المنطقة في النصف الثاني من القرن مع التجار. حكمت سلالة تشولا الحاكمة المنطقة في القرن الحادي عشر وكانت جزءًا من طريق التجارة الذي يربط الشرق الأوسط بجنوب آسيا. سيطرت مملكة كانور عليها لفترة وجيزة، ثم خضعت للبرتغاليين في أواخر القرن الخامس عشر. حكمت مملكة أراكال المنطقة بعد طرد البرتغاليين في عام 1545. حكمت مملكة ميسور الجزر في أواخر القرن الثامن عشر ثم ضمتها الإمبراطورية البريطانية إليها بعد الحرب الإنجليزية الميسورية الرابعة في عام 1799. أصبحت الجزر جزءًا من اتحاد الهند بعد استقلال الهند في عام 1947 وأصبحت إقليم اتحادي في عام 1956.
بلغ عدد سكان إقليم الاتحاد 64,473 في تعداد السكان الهندي لعام 2011. غالبية السكان الأصليين هم من المسلمين ومعظمهم سنة شافعيون. يتشابه سكان الجزر من الناحية العرقية مع شعب المالايالي الذين يعيشون في ولاية هندية لهم وهي ولاية كيرلة. يتحدث معظم السكان المليالمية وتعتبر الديفيهية اللغة الأكثر استخدامًا في جزيرة مينيكوي. يتحدث باللهجة جاسيري في الجزر المأهولة بالسكان في الأرخبيل وهي جزرأمينديفي ولاكاديف، باستثناء جزيرة ماليكو الواقعة في أقصى الجنوب، حيث تستخدم لهجة أهل محل. كانت تكتب لجهة جيسري بالكتابة المليالمية العربية حتى الحكم البريطاني. تشبه الثقافة تقريبًا ثقافة مابيلاس في أقرب ولاية من ولاية كيرلة في البر الرئيسي. يخدم الجزر مطار في جزيرة أغاتي. المهنة الرئيسية للشعب هي صيد الأسماك وزراعة جوز الهند.

## التسمية
اسم لكشديب مشتق من كلمة "Lakṣadvīpa" التي تعني "مائة ألف جزيرة"، ويُعتقد أن الكلمة مأخوذة من اللغة السنسكريتية أو المليالمية. يُرجح أن اسم جزر لكديف هو تحريف إنجليزي للإسم لكشديب. أما أمينديفي فالاسم مأخوذ من اسم شعب أمينيديفي السكان الأصليين لجزيرة أميني. الاسم الأصلي لجزيرة مينيكوي هو ماليكو أما اسم مينيكوي فهو مأخوذ من كلمة "Minikaa-raajje" باللغة النيكوبارية (لغة جزيرة نيكوبار) التي تعني "أرض آكلي لحوم البشر".

## تاريخ

### التاريخ القديم
تذكر دراسات الجينية أن غالبية سكان الجزر أصولهم تعود إلى جنوب آسيا. تشير الأدلة الأثرية من كالبيني إلى وجود مستوطنة بشرية في المنطقة منذ عام 1500 قبل الميلاد على الأقل. الجزر مذكورة في حكايات جاتاكا البوذية التي يرجع تاريخها إلى القرن الثالث الميلادي. تشير الأدلة الأثرية أن البوذية كانت منتشرة في الجزر في الفترة التي يفترض فيها أن سانغميترا ابنة أشوكا قد زارت الجزر فيها. يشير أدب التاميل السنغمي باتيباتو أن سلالة تشيرا الحاكمة إحدى الممالك الثلاث في تاميلاكام القديمة حكمت الجزر في فترة سانغام (القرن 3 قبل الميلاد إلى القرن 3 م).
عُرفت الجزر للبحارة منذ القرن الأول الميلادي على الأقل كما ورد في الطواف حول البحر الإرتري، ويُشير النص إلى جزر غير معروفة قبالة ساحل داميريكا هي مصدر لصدف السلاحف. ذكر المؤرخ اليوناني بطليموس وجود 1378 جزيرة مقابل تابروبان (سريلانكا) في القرن الثاني الميلادي، وأسمى بعض الجزر مثل كاناتارا (كافاراتي) وأرجيديون (أغاتي) وأمين (أميني) وموناش (مينيكوي). أصبحت هذه الجزر لاحقًا جزءًا من طريق تجاري مع الإمبراطورية الرومانية يدل على ذلك أدلة أثرية تعود لأوائل القرن الثاني الميلادي في جزر كادماث وأندروت. وقد ذكرها مسافرون ومؤرخون آخرون مثل أميانوس مارسيليانوس (القرن الرابع الميلادي) وفاكسيان (القرن الخامس الميلادي) وكوسماس إنديكوبليوتس (القرن السادس الميلادي).

### العصر الوسيط
تُنسب التقاليد المحلية أولى المستوطنات في الجزر إلى تشيرامان بيرومال آخر ملوك تشيرا في ولاية كيرلة هذا على غياب الأدلة التاريخية باستثناء وجود التقسيم الطبقي الاجتماعي الهندوسي القديم. تذكر التقاليد المحلية أن الإسلام دخل إلى الجزر على يد الشيخ عبيد الله في عام 661م ويُزعم أنه دفن في جزيرة أندروت. تُشير النقوش في فايالور (بتاميل نادو) إلى معركة بحرية في عهد ناراسيمهافارمان الثاني (680-720م) نتج عنها استيلاء سلالة بالافا من كانتشيبورام على الجزر في أواخر القرن السابع ميلادي. تُشير النقوش إلى أن منطقة كافادي دفيبا (المفترض أنها كافاراتي) استولت عليها سلالة كادامبا في القرن العاشر ميلادي. خضعت الجزر لحكم تشولا في القرن الحادي عشر. وتُشير النقوش في ثنجفور أن راجندرا تشولا الأول قد استولى على المنطقة في 1018-1019م. أصبحت الجزر تتبع لمملكة هندوسية صغيرة في أواخر القرن الحادي عشر قبل أن تُضم إلى مملكة كانور في أوائل القرن الثاني عشر. وقد ذُكرت الجزر في كتابات الرحالين ماركو بولو وابن بطوطة ف يالقرنين الثالث عشر والرابع عشر.
كان للجزر دور مهم في تجارة المحيط الهندي خلال فترة العصور الوسطى حيث كانت تقع في الطريق التجاري الرئيسي الذي يربط الشرق الأوسط بساحل مليبار وسيلان وجنوب شرق آسيا (إندونيسيا وماليزيا).

### العصر الحديث
حكم البرتغاليون البحار الواقعة بين أورموس وساحل مليبار وجنوباً إلى سيلان في نهاية القرن الخامس عشر الميلادي. في وقت مبكر من عام 1498 عندما وصل فاسكو دا جاما إلى كوريكود خلال عصر الاكتشاف، سيطروا على الأرخبيل (الذي أطلقوا عليه اسم بيكوديفاس)، فيما بعد لاستغلال إنتاج جوز الهند، حتى ثار عليهم سكان الجزر وطردوهم في عام 1545. منح شيراكال أو كولاتيري راجا جميع جزر لكشديب المأهولة بالسكان باسم جاجير للعائلة الحاكمة لمملكة كاننور (مملكة أراكال) لكي يحموهم من البرتغاليين في منتصف القرن السادس عشر.
خضعت مجموعة جزر أمينيديفي (أميني وكادمات وكلتان وشتلات وبيترا) لحكم السلطان تيبو في عام 1787. ثم انتقلوا إلى السيطرة البريطانية بعد الحرب الإنجليزية المايسورية الرابعة وألحقوا بمنطقة كاساراجود في جنوب كانارا بقيت باقي الجزر (أغاتي وأندروت ومينيكوي وكافاراتي وكالبيني وبانجارام) تحت سيطرة مملكة أراكال في كانور يحكمها علي راجا مقابل دفع جزية سنوية. تولى البريطانيون إدارة تلك الجزر بعد عدم دفع الجزية وألحقت هذه الجزر بمنطقة مليبار التابعة لرئاسة مدراس خلال فترة الحكم البريطاني. ثم ضمت بعدها لمنطقة قاليقوط.

### الهند المستقلة
انضمت الجزر إلى اتحاد الهند في عام 1947 ثم أصبحت جزء من ولاية مدراس في جمهورية الهند بعد سن دستور الهند في عام 1950. أثناء إعادة تنظيم الولايات الهندية في 1 نوفمبر 1956 فصلت جزر لكشديب عن مقاطعة مليبار ونظمتفي إقليم اتحاد منفصل لأغراض إدارية تديره حكومة الهند. كانت المنطقة الجديدة تسمى جزر لاكاديف ومينيكوي وأمينديفي قبل تبني اسم لكشديب في 1 نوفمبر 1973. بقي المقر الرئيسي لإقليم الاتحاد الجديد في قاليقوط لما يقرب من عقد من الزمان حتى عام 1964. نقلت مقر إدارة الجزر إلى كافاراتي في عام 1964.
بنيت قاعدة بحرية هندية INS Dweeprakshak في جزيرة كافاراتي لحماية ممرات الشحن الحيوية للهند إلى الشرق الأوسط، والأهمية المتزايدة للجزر في الاعتبارات الأمنية.

## جغرافيا
لكشديب هي أرخبيل من 36 جزيرة وجزيرة صغيرة تضم 1 جزيرة مرجانية وثلاثة شعاب مرجانية وخمسة مرتفاعات محيطية. تحتل الجزر مساحة إجمالية تبلغ حوالي 32.62 كـم2 (12.59 ميل2) وعشر جزر فقط منها مأهولة. تبعد الجزر على بعد حوالي 220–440 كـم (140–270 ميل) قبالة ساحل مليبار في البر الرئيسي للهند. تنقسم المنطقة إلى ثلاث مجموعات فرعية من الجزر: جزر أمينديفي الشمالية المفصولة عن جزر لكديف تقريبا بخط العرض 11 شمالا والأخيرة هي جزيرة ماليكو المرجانية الجنوبية المفصولة بقناة التسع درجات على طول خط العرض 9 شمالا عن جزر لكديف. الجزر لديها خط ساحلي بطول 132 كم (82 ميل) مع مساحة البحيرة 4,200 كيلومتر مربع (1,600 ميل2)، منطقة المياه الإقليمية 20,000 كيلومتر مربع (7,700 ميل2) والمنطقة الاقتصادية الخالصة 400,000 كيلومتر مربع (150,000 ميل2).
تفع الجزر في أقصى شمال مجموعة جزر لكشديب المالديف شاجوس وهي عبارة عن قمم لسلسلة جبال ضخمة تحت سطح البحر. الجزر الفردية صغيرة الحجم لا يتجاوز قطر أي منها ميلًا واحدًا (1.6 كم) وتقع معظم الجزر المأهولة على الجانب الشرقي من الأرخبيل، بعيدًا عن البحيرات المنخفضة في الجانب الغربي. أظهر تقرير صدر في عام 2017 أن جزيرة بارالي الأولى في جزيرة بانغارام المرجانية تعرضت للتآكل وغمرتها المياه بالكامل وأظهرت أن الجزر الأربع التالية تتآكل أيضا وهي بارالي الثاني بنسبة 80٪ وثيناكارا بنسبة 14.4٪ وبارالي الثالثة بنسبة 11.4٪ وبانغارام بنسبة 9.9٪.

### المناخ
تتميز الجزر بمناخ استوائي موسمي. الطقس حار طوال السنة مع درجات حرارة تتراوح بين 20 و32 درجة مئوية. نادرًا ما تصل الأعاصير المدارية التي تتشكل في بحر العرب إلى الجزر بسبب صغر حجمها إلا أن الرياح والأمواج المصاحبة لها قد تؤدي إلى تغييرات كبيرة في ملامح الجزر.
| البيانات المناخية لـالبيانات المناخية لاكشادويب 1981-2010، القصوى 1996-2012 | البيانات المناخية لـالبيانات المناخية لاكشادويب 1981-2010، القصوى 1996-2012 | البيانات المناخية لـالبيانات المناخية لاكشادويب 1981-2010، القصوى 1996-2012 | البيانات المناخية لـالبيانات المناخية لاكشادويب 1981-2010، القصوى 1996-2012 | البيانات المناخية لـالبيانات المناخية لاكشادويب 1981-2010، القصوى 1996-2012 | البيانات المناخية لـالبيانات المناخية لاكشادويب 1981-2010، القصوى 1996-2012 | البيانات المناخية لـالبيانات المناخية لاكشادويب 1981-2010، القصوى 1996-2012 | البيانات المناخية لـالبيانات المناخية لاكشادويب 1981-2010، القصوى 1996-2012 | البيانات المناخية لـالبيانات المناخية لاكشادويب 1981-2010، القصوى 1996-2012 | البيانات المناخية لـالبيانات المناخية لاكشادويب 1981-2010، القصوى 1996-2012 | البيانات المناخية لـالبيانات المناخية لاكشادويب 1981-2010، القصوى 1996-2012 | البيانات المناخية لـالبيانات المناخية لاكشادويب 1981-2010، القصوى 1996-2012 | البيانات المناخية لـالبيانات المناخية لاكشادويب 1981-2010، القصوى 1996-2012 | البيانات المناخية لـالبيانات المناخية لاكشادويب 1981-2010، القصوى 1996-2012 |
| الشهر                                                                       | يناير                                                                       | فبراير                                                                      | مارس                                                                        | أبريل                                                                       | مايو                                                                        | يونيو                                                                       | يوليو                                                                       | أغسطس                                                                       | سبتمبر                                                                      | أكتوبر                                                                      | نوفمبر                                                                      | ديسمبر                                                                      | المعدل السنوي                                                               |
| --------------------------------------------------------------------------- | --------------------------------------------------------------------------- | --------------------------------------------------------------------------- | --------------------------------------------------------------------------- | --------------------------------------------------------------------------- | --------------------------------------------------------------------------- | --------------------------------------------------------------------------- | --------------------------------------------------------------------------- | --------------------------------------------------------------------------- | --------------------------------------------------------------------------- | --------------------------------------------------------------------------- | --------------------------------------------------------------------------- | --------------------------------------------------------------------------- | --------------------------------------------------------------------------- |
| الدرجة القصوى °م (°ف)                                                       | 35.3 (95.5)                                                                 | 35.3 (95.5)                                                                 | 38.0 (100.4)                                                                | 37.8 (100.0)                                                                | 37.0 (98.6)                                                                 | 37.8 (100.0)                                                                | 32.7 (90.9)                                                                 | 34.8 (94.6)                                                                 | 33.3 (91.9)                                                                 | 35.0 (95.0)                                                                 | 35.0 (95.0)                                                                 | 36.3 (97.3)                                                                 | 38.0 (100.4)                                                                |
| متوسط درجة الحرارة الكبرى °م (°ف)                                           | 31.2 (88.2)                                                                 | 31.5 (88.7)                                                                 | 32.4 (90.3)                                                                 | 33.2 (91.8)                                                                 | 32.8 (91.0)                                                                 | 31.1 (88.0)                                                                 | 30.4 (86.7)                                                                 | 30.5 (86.9)                                                                 | 30.5 (86.9)                                                                 | 30.9 (87.6)                                                                 | 31.4 (88.5)                                                                 | 31.3 (88.3)                                                                 | 31.4 (88.5)                                                                 |
| متوسط درجة الحرارة الصغرى °م (°ف)                                           | 25.8 (78.4)                                                                 | 26.0 (78.8)                                                                 | 27.0 (80.6)                                                                 | 28.1 (82.6)                                                                 | 27.6 (81.7)                                                                 | 25.9 (78.6)                                                                 | 25.7 (78.3)                                                                 | 25.8 (78.4)                                                                 | 25.8 (78.4)                                                                 | 26.1 (79.0)                                                                 | 26.1 (79.0)                                                                 | 25.9 (78.6)                                                                 | 26.3 (79.3)                                                                 |
| أدنى درجة حرارة °م (°ف)                                                     | 22.5 (72.5)                                                                 | 23.5 (74.3)                                                                 | 24.2 (75.6)                                                                 | 23.2 (73.8)                                                                 | 22.1 (71.8)                                                                 | 22.3 (72.1)                                                                 | 22.7 (72.9)                                                                 | 22.5 (72.5)                                                                 | 22.7 (72.9)                                                                 | 22.2 (72.0)                                                                 | 22.1 (71.8)                                                                 | 22.8 (73.0)                                                                 | 22.1 (71.8)                                                                 |
| معدل هطول الأمطار مم (إنش)                                                  | 8.3 (0.33)                                                                  | 2.0 (0.08)                                                                  | 0.5 (0.02)                                                                  | 5.6 (0.22)                                                                  | 85.1 (3.35)                                                                 | 260.5 (10.26)                                                               | 400.1 (15.75)                                                               | 395.5 (15.57)                                                               | 309.6 (12.19)                                                               | 99.1 (3.90)                                                                 | 27.5 (1.08)                                                                 | 9.1 (0.36)                                                                  | 1٬602٫9 (63.11)                                                             |
| متوسط الأيام الممطرة                                                        | 2.1                                                                         | 0.9                                                                         | 0.1                                                                         | 0.4                                                                         | 6.5                                                                         | 16.0                                                                        | 16.1                                                                        | 12.5                                                                        | 10.0                                                                        | 9.3                                                                         | 5.5                                                                         | 2.4                                                                         | 79.5                                                                        |
| متوسط الرطوبة النسبية (%) (at {{{time day}}})                               | 69                                                                          | 68                                                                          | 67                                                                          | 67                                                                          | 72                                                                          | 79                                                                          | 80                                                                          | 78                                                                          | 78                                                                          | 77                                                                          | 75                                                                          | 70                                                                          | 73                                                                          |
| المصدر: دائرة الأرصاد الجوية (الهند)                                        |                                                                             |                                                                             |                                                                             |                                                                             |                                                                             |                                                                             |                                                                             |                                                                             |                                                                             |                                                                             |                                                                             |                                                                             |                                                                             |

### النباتات والحيوانات
يشكل أرخبيل لكشديب، جنبًا إلى جنب مع جزر المالديف وشاغوس، المنطقة البيئية للغابات الاستوائية الرطبة في جزر المالديف - لكشديب شاغوس. لا يوجد بها غابات. لديها أكثر من 600 نوع من الأسماك البحرية و78 نوعًا من المرجان و82 نوعًا من الأعشاب البحرية و52 نوعًا من السرطانات ونوعين من الكركند و48 نوعًا من بطنيات الأقدام و12 نوعًا من ذوات الصدفتين و101 نوعًا من الطيور. إنها واحدة من أربع مناطق للشعاب المرجانية في الهند. يعد تنوع الحيتان قبالة جزر لكشديب وفي المناطق المجاورة أعلى من المناطق الأخرى على الرغم من أن الافتقار إلى الدراسة العلمية يؤدي إلى سوء الفهم وتعزيز الحفظ. وتشمل هذه الحيتان المختلفة (مثل الأقزام الزرقاء والحوت البريدي وحوت العنبر) والحيتانيات الأصغر (على سبيل المثال الحوت القاتل والحوت الطيار) والدلافين.
هناك 101 نوعا من الطيورمن بينها الطيور الشائعة مثل الخرشنة البنية والخرشنة الغبساء والطيور المائية مثل مالك الحزين والحذف الشتوي والنوارس. تعتبر الشعاب المرجانية عامل جذب رئيسي للسائح. تعد جزيرة بيتي مكانًا مهمًا لتكاثر السلاحف البحرية ولعدد من الطيور البحرية مثل الخطاف البني والخرسنة البنغالية وخرشنة خطافية. أعلنت الجزيرة محمية للطيور.
لا تحتوي المنطقة على نباتات غنية ويمكن العثور على جميع النباتات تقريبًا في البر الرئيسي للهند. هناك أيضًا غياب للغابات في المنطقة. وقد تم توثيق ما يقرب من 400 نوع من النباتات المزهرة، بما في ذلك ثلاثة أنواع من الحشائش البحرية سيمودوسيا أيزويتيفولا، سيرينجوديوم أيزوتيفوليوم وقنافذ البحر، وغيرها من كاسيات البذور كما منتجع باندانوس وتورنفورية فضية والفقاع الحمضي فضلا عن الفطريات والطحالب والأشنات وتوجد أيضا. وتشمل النباتات المشتركة للرمال المرجانية بساتين جوز الهند والشجيرات الساحلية الفقاع الحمضي وسبستان شبه قلبي وسكيفولا تاكادا وسوريانا ماريتيما وشث دابق وجيولتردا سبيسيوسا والأعشاب البحرية مثل والخس البحر ولحوي.

## الإدارة والسياسة
لكشديب هي إحدى مناطق الاتحاد الثمانية في الهند ويحكمها مسؤول يعينه رئيس الهند بموجب المادة 239 من الدستور. تأسس الإقليم الاتحادي في عام 1956 وتشكل مقاطعة هندية واحدة. ظل مقر إقليم الاتحاد في كوزيكود حتى عام 1964 عندما نُقل مقر مدير الجزر إلى كافاراتي وهي هناك منذ ذلك الحين.
يتألف الإقليم من عشرة أقسام إدارية فرعية يديرها ضباط شعبيون باستثناء جزر مينيكوي وأغاتي التي يديرها نواب. تضم الجزر العشر المأهولة بانشيات قروية بإجمالي 88 عضوًا، تكون هذه البانشيات بانشايات المقاطعة المكونة 26 عضوًا منتخبًا تشمل رؤساء البانشيات القروية وعضو البرلمان لدائرة لكشديب الانتخابية. ينقسم الإقليم أيضًا إلى خمس كتل تنموية: كافاراتي وأميني وأندروت ومينيكوي وكيلتان، يديرها مفوضو التنمية المسؤولون عن الإيرادات وتسوية الأراضي. يعمل المفوض كقاضي للمقاطعة ويساعده قاضٍ محلي وعشرة قضاة تنفيذيين للحفاظ على القانون والنظام. يشغل المدير منصب مفتش عام الشرطة ويقود شرطة لكشديب التي تتألف من 349 فردًا في تسعة مراكز شرطة.
بالنسبة للسلطة القضائية يتبع إقليم الاتحاد لمحكمة ولاية كيرلة العليا في كوتشي مع وجود نظام المحاكم الأدنى، توجد محكمة محلية ومحكمة جلسات في كافاراتي ومحكمتان في جزيرتي أندروت وأميني منذ عام 1997. ينتخب الإقليم عضوًا واحدًا في مجلس النواب بالبرلمان الهندي، وهو لوك سابها.
| الاسم                    | التقسيم الفرعي | المساحة (كم2) | السكان (2011) |
| ------------------------ | -------------- | ------------- | ------------- |
| جزر أمينديفي             |                |               |               |
| Bitra                    | Bitra          | 0.10          | 271           |
| Chetlat                  | Chetlat        | 1.174         | 2,347         |
| Kiltan                   | Kiltan         | 1.7           | 3,946         |
| جزيرة كادمات ‏            | جزيرة كادمات ‏  | 3.34          | 5,404         |
| Amini                    | Amini          | 2.67          | 7,661         |
| جزر لكديف                |                |               |               |
| أندروت                   | أندروت         | 4.9           | 11,191        |
| Agatti                   | Agatti         | 3.84          | 7,556         |
| Kalpitti                 | Agatti         | 0.085         | –             |
| جزيرة بانغارام المرجانية | Agatti         | 0.57          | –             |
| ثيناكارا                 | Agatti         | 0.522         | –             |
| بارالي الأول             | Agatti         | 0.089         | –             |
| بارالي الثانية           | Agatti         | 0.089         | –             |
| بارالي الثالثة           | Agatti         | 0.089         | –             |
| كافاراتي                 | كافاراتي       | 4.22          | 11,221        |
| Pitti                    | كافاراتي       | 0.001         | –             |
| Valiyakara               | كافاراتي       | 0.395         | –             |
| Cheriyakara              | كافاراتي       | 0.383         | –             |
| Kalpeni                  | Kalpeni        | 2.79          | 4,419         |
| بيتي الأولى              | Kalpeni        | 0.028         | –             |
| بيتي الثانية             | Kalpeni        | 0.028         | –             |
| شيريام                   | Kalpeni        | 0.537         | –             |
| كوديثالا                 | Kalpeni        | 0.0027        | –             |
| ثيلاكام الأولى           | Kalpeni        | 0.055         | –             |
| ثيلاكام الثانية          | Kalpeni        | 0.055         | –             |
| ثيلاكام الثالثة          | Kalpeni        | 0.055         | –             |
| ماليكو                   |                |               |               |
| ماليكو                   | ماليكو         | 4.801         | 10,447        |
| Viringili                | ماليكو         | 0.025         | –             |
| المجموع                  |                | 32.69         | 64,473        |

## التركيبة السكانية
يبلغ عدد سكان لكشديب 64,473 نسمة منهم 33,123 ذكرًا (51.3٪) و31,350 أنثى (48.7٪) في تعداد عام 2011. كانت نسبة الجنس في الإقليم 946 أنثى لكل 1000 ذكر في 2011. سجلت الإقليم أعلى نسبة بين الجنسين عند الولادة بين جميع الأراضي الهندية في المسح الوطني لصحة الأسرة في عام 2021. كان هناك 11,574 أسرة ويعيش حوالي 50,332 شخصًا (78٪) في المناطق الحضرية. بلغ معدل القراءة والكتابة 92.28٪ في مسح NSO في عام 2017 وهو ثاني أعلى معدل بين جميع الأراضي الهندية. كان معدل الخصوبة 1.4 في مسح NFHS وهو أقل بكثير من المتوسط الوطني البالغ 2.0. تبلغ الكثافة السكانية للمنطقة 2,013 نسمة لكل كيلومتر مربع (5,210/ميل2). بلغ معدل النمو السكاني 6.23٪ خلال العقد 2001-2011.

### الدين
| أديان لاكشادويب (2011) | أديان لاكشادويب (2011) | أديان لاكشادويب (2011) | أديان لاكشادويب (2011) | أديان لاكشادويب (2011) |
| ---------------------- | ---------------------- | ---------------------- | ---------------------- | ---------------------- |
| الدين                  | الدين                  |                        | النسبة                 | النسبة                 |
| الإسلام                | الإسلام                |                        | 96.58%                 | 96.58%                 |
| الهندوسية              | الهندوسية              |                        | 2.77%                  | 2.77%                  |
| المسيحية               | المسيحية               |                        | 0.49%                  | 0.49%                  |
| أخرى                   | أخرى                   |                        | 0.16%                  | 0.16%                  |

معظم سكان لكشديب هم من نسل مهاجرين من ساحل مليبار في جنوب غرب الهند، وسكان الجزر يشبهون عرقيًا شعب مالايالي الساحلي في ولاية كيرلة. أما الدين فيشكل المسلمون (96.6٪) وهو الدين الرئيسي لسكان الجزر أغلبهم سنة شافعية، تليه الهندوسية (2.8٪) ثم المسيحية (0.5٪). جزيرة ماليكو الواقعة في أقصى الجنوب يسكنها الشعب المحلي لسكان الأصليون لجزر المالديف. ربما المستوطنين الأوائل للجزر هندوسا يدل على ذلك الأدلة التاريخية للتقسيم الطبقي الاجتماعي ونظام القرابة الأمومي.

### اللغات
لغات لاكشاديب (2011)
اللغة الإنجليزية هي اللغة الرسمية وتعتبر اللعة المليالمية لغة رسمية إضافية، أما اللغات المتحدثة هي المليالمية واليسري (دويب باشا) ومحل. يتحدث سكان ميني كوري أقصى جنوب جزيرة مرجانية لغة محل وهي لهجة من لغة ديفهي المستخدمة في جزر المالديف. أما اليسرى بها هي لهجة من المليالمية، يتحدث بها في لكشديب. يتحدث بها أيضا في جزر شتلات، كيلتان، كادمات، أميني، أغاتي، وكالبيني، في أرخبيل لكشديب. كل من هذه الجزر لها عامية خاصة بها.
تم تقديم المليالمية مع النص المالايالامي كلغة رسمية لكشديب خلال راج البريطاني. في السابق، تم استخدام نوع من الخط العربي، والذي يُعرف أيضًا باسم نص بوناني أو نص عربي مالايالامي، لكتابة اللغة. استمرت السياسة من قبل الحكومة الهندية. المليالمية تعمل كلغة ارتباط في الجزر بما في ذلك جزيرة ميني كوري التي يسيطر عليها محل. تشمل الرقصات رقصة الحمم البركانية ورقصة كولكالي ورقصة باريشاكلي.

## الاقتصاد
يعتمد الاقتصاد على الزراعة وصيد الأسماك وقطاع السياحة المتنامي. هناك القليل من عدم المساواة الاقتصادية في لكشديب ومؤشر الفقر منخفض. كان هناك 72 صناعة صغيرة ومتناهية الصغر مسجلة تعمل أساسًا في القطاع العام وفي مجالات تصنيع الأغذية والأثاث في عام 2013. المنتجات الرئيسية للتصدير تشمل منتجات جوز الهند مثل الألياف والأسماك. تقدر مساحة الأراضي الزراعية المحدودة بـ 2.58 هكتار يعتبر جوز الهند المحصول الزراعي الأساسي. يوجد خمسة مصانع لجوز الهند وخمسة مراكز لعرض الإنتاج وسبع وحدات للشباك تديرها الدولة والمنتجات الرئيسية تشمل ألياف جوز الهند والغزل والحصير.

### مصايد الأسماك
تشكل مصايد الأسماك صناعة أساسية بسبب وجود منطقة اقتصادية حصرية تبلغ 400,000 كيلومتر مربع (150,000 ميل2). يُقدر الإنتاج السنوي بحوالي 21,016 طن، 60% منها يتكون من التونة وأنواع الأسماك المشابهة لها. حوالي 60% من الإنتاج الكلي يُحول إلى منتجات مجففة بينما يُخصص 40% للاستهلاك المحلي. ينصب التركيز في الصيد التجاري حول 11 جزيرة ويتركز الصيد على التونة الوثابة وتونة الزعنفة الصفراء. تستخدم قوارب الصيد الآلية والقوارب التقليدية والقوارب المزودة بمحركات،وتُدير الحكومة مصنعًا لتعليب التونة في الجزر. هناك 375 قاربًا تعمل في لكشديب.

### السياحة
بدأت السياحة في لكشديب في عام 1974 مع افتتاح جزيرة بانغارام المرجانية للزوار الدوليين. استقبلت الجزر 10435 سائحًا محليًا و1313 سائحًا أجنبيًا في عام 2018. تسعى الحكومة لتعزيز السياحة لزيادة دخل السكان المحليين مع الترويج لجزر بانغارام وكادمات كوجهات سياحية. طورت أنشطة رياضات مائية متنوعة مثل الغوص وركوب الأمواج والغطس وركوب الأمواج والتجديف بالكاياك والتجديف والتزلج على الماء والصيد الرياضي واليخوت والرحلات البحرية الليلية. يتطلب الدخول إلى الجزر تصريحًا وهناك قيود على زيارة بعض الجزر من قبل الأجانب. يُحظر استهلاك المشروبات الكحولية في الجزر باستثناء جزيرة بانغارام وفقًا لقوانين الكحول في الهند. اقترحت الحكومة برامج جديدة لتحسين البنية التحتية وتعزيز السياحة في عام 2024. الآثار السلبية المحتملة للسياحة على البيئة والنظام البيئي للجزر تظل محل نقاش.
ستتسلم لكشديب أول تمثال لها للمهاتما غاندي بمناسبة الاحتفال بعيد ميلاد المهاتما غاندي الـ 152.

## البنية التحتية

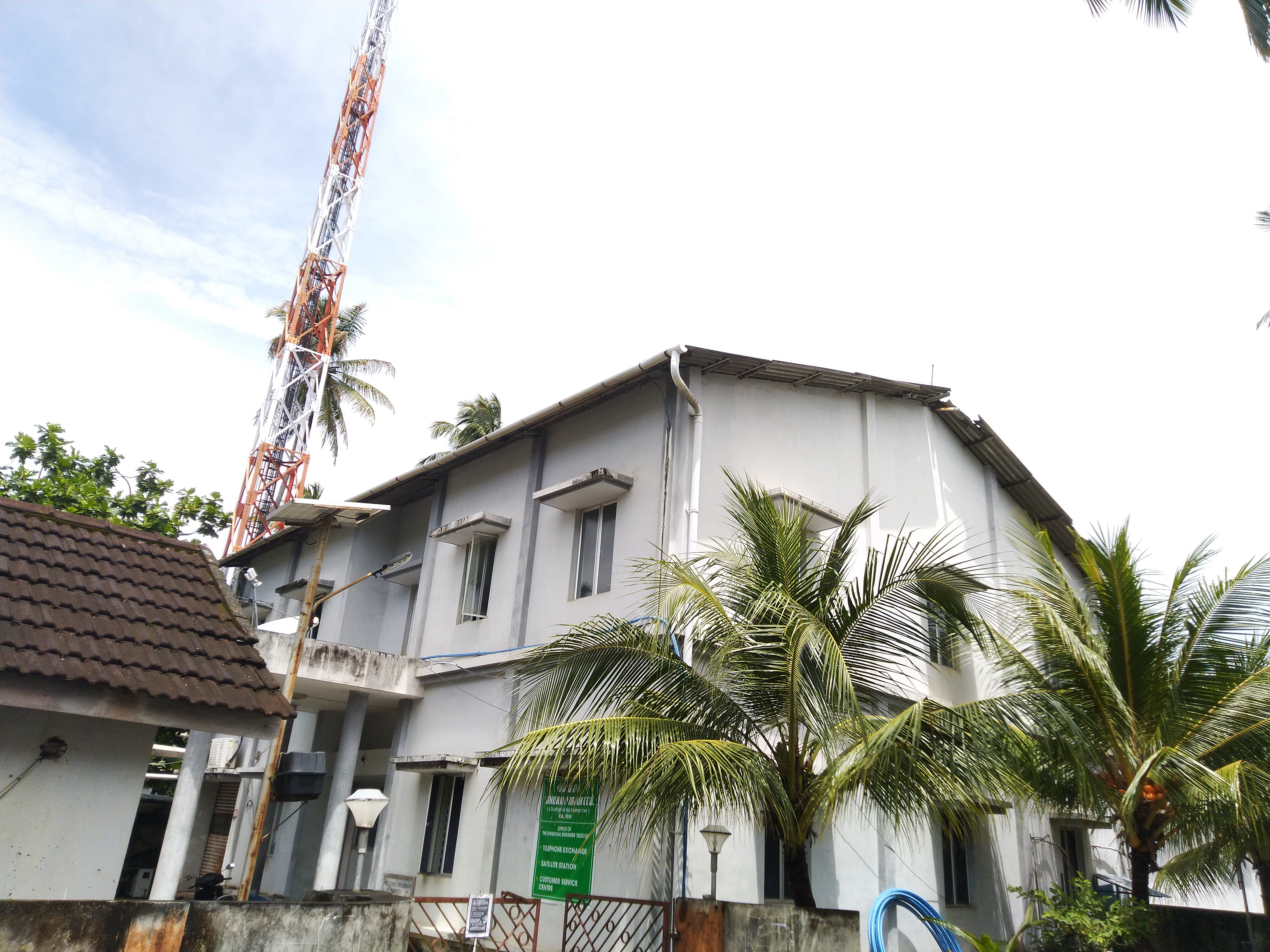
هناك اتصالات متنقلة محدودة في الجزر. في الصورة مكتب بهارات سانشار نيجام المحدودة المملوك للدولة في كالبيني

لا توجد شبكة كهرباء واحدة تربط الجزر وبيوت الطاقة المستقلة تلبي احتياجات الطاقة في الجزر. كانت مينيكوي أول جزيرة تزود في عام 1962 تليها كافارات في عام 1964 وغيرها في وقت لاحق وكانت بيترا آخر جزيرة توزد بالكهرباء في عام 1982. يوجد في الجزر 41 مولدا ديزل و12 نظاما للطاقة الشمسية الكهروضوئية بسعة إجمالية مركبة تبلغ 18.5 ميجا. شغلت محطة للطاقة الشمسية لزيادة قدرة توليد الطاقة في عام 2024.
تم افتتاح أول محطة تجريبية لتحلية المياه الحرارية ذات درجة حرارة منخفضة في العالم في كافارات في عام 2005 بسعة متوقعة لإنتاج 100000 لتر من مياه الشرب يوميا من مياه البحر. استخدم المصنع الفرق في درجة الحرارة بين مياه البحر السطحية الدافئة ومياه البحر الأكثر برودة على عمق حوالي 500 متر (1600 قدم) لتوليد مياه الشرب وكذلك الطاقة. طور هذه الخاصية المعهد الوطني لتكنولوجيا المحيطات وأعلنت الحكومة عن خطط لبناء ثلاثة مصانع أخرى من هذا القبيل.
توفر شركة بهارات سانشار نيجام المحدودة الحكومية خدمات الاتصالات المتنقلة في جميع الجزر المأهولة، بينما تقدم بهارتي إيرتيل الخدمة في جزر كافاراتي وأجاتي. أعلنت الحكومة في عام 2020 عن خطة لتثبيت كابل الألياف البصرية تحت البحر لتوفير اتصالات الهاتف المحمول والإنترنت عالية السرعة بين كوتشي و11 جزيرة في لكشديب وقد افتتح في يناير 2024. تقدم مكاتب البريد التابعة لبريد الهند خدمات البريد، وتوجد أربعة مستشفيات بسعة 200 سرير وأربعة مراكز صحية أولية و14 مركزًا صحيًا فرعيًا تديره الحكومة.

## التعليم
افتتحت أول مدرسة عامة في أميني عام 1904، وتبع ذلك افتتاح مدارس ابتدائية في كيلتان عام 1911 وفي قدمات عام 1925. أسست المدارس الثانوية الأولى في أميني وكالبيني في ستينيات القرن العشرين. يوجد بالجزر 50 مدرسة تخدم 8,350 طالبًا. ويوجد بالإقليم أربع كليات حكومية تتبع جامعة بونديشيري، بالإضافة إلى كليتين وثلاثة مراكز جامعية تابعة لجامعة قاليقوط.

## النقل

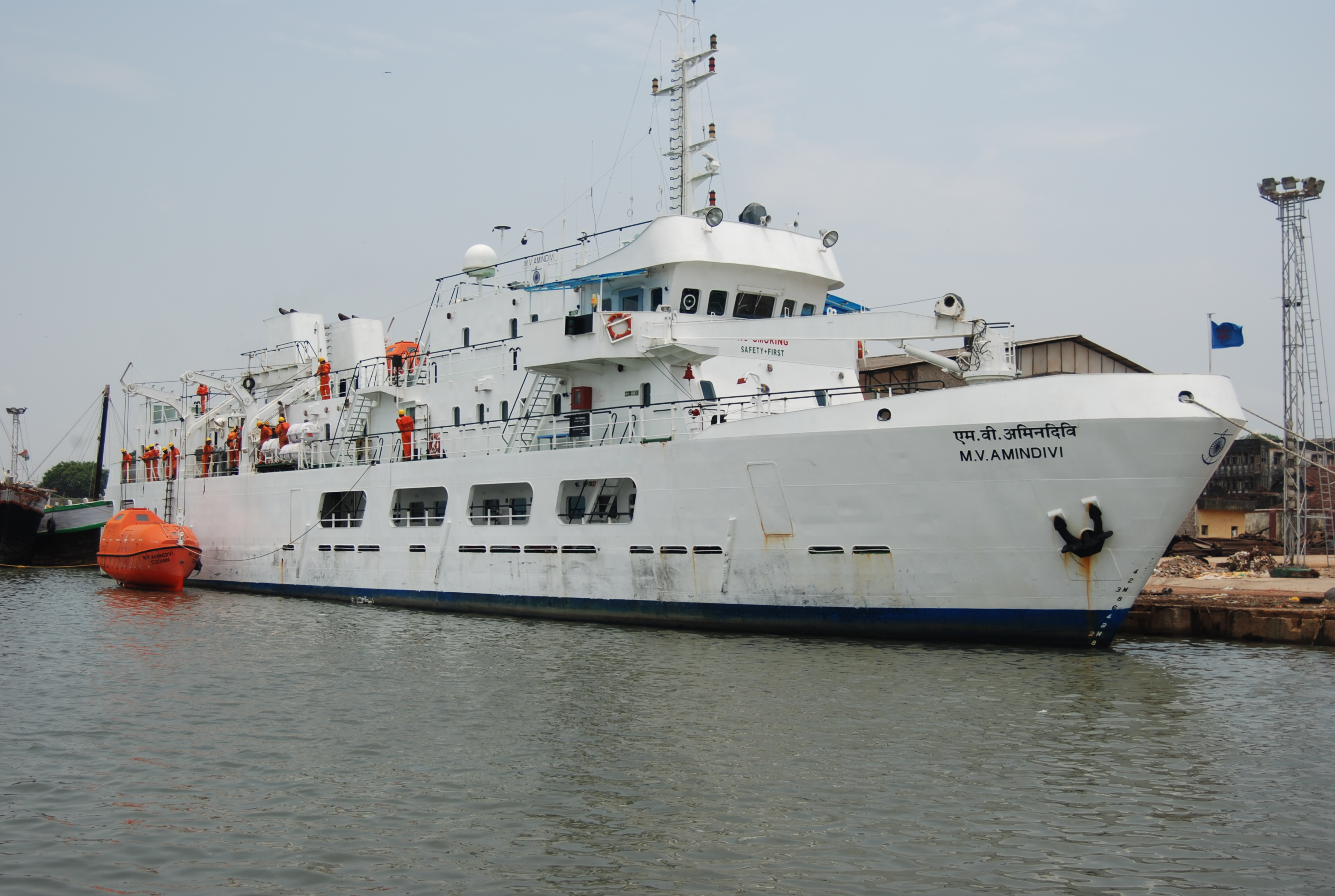
سفينة الركاب MV Amindivi

المطار الوحيد بالإقليم هو مطار أجاتي في جزيرة أجاتي. يستطيع مدرج المطار الذي طوله 1.2 كـم (0.75 ميل) التعامل الطائرات التوربينية الصغيرة فقط. أعلنت الحكومة في عام 2024 عن خطة لتوسيع المدرج لاستيعاب طائرات البدن الضيق الأكبر ولتحويل المطار للاستخدام المدني والعسكري. واقتُرح إنشاء مطار جديد في جزيرة مينيكوي. تُشغّل شركة باوان هانز طائرتي هليكوبتر لنقل الركاب والإخلاء الطبي الطارئ من الجزر. كان هناك 228 كيلومترًا من الطرق المعبدة في عام 2019، ولا توجد سكك حديدية في الإقليم. خُطط لإضافة طرق جديدة منها طريق هامشي في كافاراتي وطرق شاطئية في جزيرتي كاداماث وأغاتي في عام 2024. تعمل سبع سفن على تشغيل خدمات الركاب بين كوتشي والجزر توجد قوارب وعبارات موسمية بين الجزر. أعلنت الحكومة عن خطة لتطوير ثلاثة موانئ في جزر أندروث وكالبيني وكاداماث ضمن مشروع ساجار مالا في عام 2024. توجد خمسة عشر منارة في الجزر أقدمها منارة جزيرة مينيكوي التي تأسست في عام 1885.
تدير البحرية الهندية قاعدة INS Dweeprakshak التابعة للقيادة البحرية الجنوبية منذ عام 2012. هناك عشرة موانئ صغيرة واحد في كل جزيرة مأهولة.

## للاستزادة
- R. C. Majumdar (1979) The History of Ancient Lakshadweep, Calcutta.
- S. Anandan, Lakshadweep – Between the sea and a hard place, The Hindu, 30 May 2021.